# Bombardiranje Mainile
Bombardiranje Mainile (finski Mainilan laukaukset) je bio vojni incident 26. studenog 1939., u kojem je sovjetska Crvena armija bombardirala svoje vlastito selo, Mainila (blizu Beloostrova) te potom objavila da je za napad odgovorna Finska. Mnogi ovaj incident smatraju operacijom pod lažnom zastavom uz pomoć kojeg je Staljin stekao za sovjete povoljnu promidžbu i casus belli radi pokretanja Zimskog rata četiri dana kasnije.
Nekoliko godina prije, 1932. i 1934., Finska i Sovjetski Savez su potpisali pakt o nenapadanju. Na samo selo, ispaljeno je sedam projektila, koje su primijetili finski granični promatrači. Prema tim svjedocima, projektili su pali 800 metara unutar sovjetskog teritorija. Finska je predložila zajedničku neutralnu istragu incidenta, što je Staljin odbio. Prema finskim ratnim dnevnicima, finska je odavno udaljila svoje teško topništvo od granice, kako bi se spriječili upravo ovakvi incidenti.
Idućih dana, sovjetska promidžba je naveliko pisala o "finskoj agresiji" te stekla potporu pučanstva. Dne 30. studenoga 1939., sovjetska vojska je pokrenula ofenzivu i započela Zimski rat.
Nikita Hruščov je godinama kasnije napisao da je bombardiranje namjestio Grigorij Kulik.

## Vanjske poveznice
- Molotovovo pismo finskom ministarstvu
- Finska obilježava 70. godišnjicu rata sa SSSR-om